# والدو (فلوريدا)
والدو (بالإنجليزية: Waldo, Florida)‏ هي مدينة تقع في مقاطعة ألاتشوا بولاية فلوريدا في الولايات المتحدة. تبلغ مساحتها 5.61 (كم²)، وترتفع عن سطح البحر 51 م، بلغ عدد سكانها 1015 نسمة في عام 2010 حسب إحصاء مكتب تعداد الولايات المتحدة وتصل الكثافة السكانية فيها 182.4 نسمة/كم2.

## أعلام
- فينس ساندرز

## وصلات خارجية
- www.waldo-fl.com